# Rejon dokszycki
Rejon dokszycki (biał. До́кшыцкі раё́н, Dokszycki rajon, ros. До́кшицкий райо́н, Dokszyckij rajon) – rejon w północnej Białorusi, w obwodzie witebskim. Leży na terenie dawnego powiatu borysowskiego.

## Geografia
Rejon dokszycki ma powierzchnię 2267,61 km². Lasy zajmują powierzchnię 1127,83 km², bagna 121,14 km², obiekty wodne 40,51 km².

## Podział administracyjny
Rejon dzieli się na 11 sielsowietówː
- Biehomla - sielsowiet Biehomla
- Biarozki - sielsowiet Biarozki
- Berezyna - sieslowiet Berezyna
- Wołkołata - sielsowiet Wołkołata
- Dokszyce - sielsowiet Dokszyce
- Królewszczyzna - sielsowiet Królewszczyzna
- Krypule - sielsowiet Krypule
- Parafianowo - sielsowiet Parafianowo
- Porpliszcze - sielsowiet Porpliszcze
- Sitce - sielsowiet Sitce
- Tumiłowicze - sielsowiet Tumiłowicze

## Miejscowości
- Bajary
- Berezyna
- Dokszyce
- Gnieździłowo
- Horodyszcze
- Januki
- Królewszczyzna
- Krzywonosy
- Łusciczy
- Parafianowo
- Sitce
- Zabarje
- Żamojsk

## Demografia
Liczba ludności:
- 1971: 49 800
- 2006: 30 500
- 2008: 29 200
- 2009: 28 800